# فرودگاه آبی شهر اورانیوم
فرودگاه آبی شهر اورانیوم (به انگلیسی: Uranium City Water Aerodrome) یک فرودگاه همگانی است که یک باند فرود آب دارد. این فرودگاه در کشور کانادا قرار دارد و در ارتفاع ۲۵۰ متری از سطح دریا واقع شده است.